# 仁达乡
仁达乡，是中华人民共和国四川省甘孜藏族自治州炉霍县下辖的一个乡镇级行政单位。

## 行政区划
仁达乡下辖以下地区：
仁达村、格色村、呷拉宗村、扒里村、勒格村、勒科村、玉麦比村和易日村。